# Масалимов, Ринат Шамгунович
Ринат Шамгунович Масалимов  (род. 1957, Башкирская АССР) — сотрудник органов государственной безопасности СССР и Российской Федерации, начальник Управления по Курганской области (2005—2010), кандидат филологических наук (2003), генерал-майор (2006).

## Биография
Ринат Шамгунович Масалимов родился в 1957 году в рабочей семье в Башкирской АССР.
В 1979 году окончил Восточный факультет Ленинградского государственного университета, где изучил английский, китайский и японский языки. 
Работал в отделе биологически активных веществ индо-тибетской медицины Института биологии Бурятского научного центра Сибирского отделения АН СССР в Улан-Удэ. Перевод и анализ старинных текстов потребовали также изучить старомонгольский, монгольский, тибетский турецкий, уйгурский языки и санскрит.
С 1981 года Масалимов работает в органах госбезопасности, а с 1987 года — на руководящих должностях. 
С 2002 года работал заместителем начальника УФСБ по Республике Бурятия.
В 2003 году защитил диссертацию «Цюань Тан ши» — памятник литературы Китая» в Институте востоковедения в Москве и стал кандидатом филологических наук. 
С декабря 2004 года работал в центральном аппарате Федеральной службы безопасности Российской Федерации.
Полковник Ринат Масалимов 20 июля 2005 года назначен на должность начальника управления ФСБ по Курганской области. 
В 2006 году присвоено звание генерал-майор.
В июле 2010 года начальником управления ФСБ по Курганской области назначен Дмитрий Анатольевич Сивак.
Дальнейшая судьба Рината Шамгуновича Масалимова неизвестна.

## Награды
- Орден «За заслуги перед Отечеством» II степени
- Именной кортик.
- Награды зарубежных спецслужб за совместные операции — несколько раз он работал за границей со спецзаданиями, одна из таких командировок длилась год.

## Семья
- Жена, Масалимова (Никорова) Дарима Дмитриевна (род. 23 августа 1956, Улан-Удэ), бурятка по национальности, в 1979 году окончил Восточный факультет Ленинградского государственного университета, кандидат филологических наук, доцент, в 2001—2005 годах работала заведующей кафедрой филологии стран Дальнего Востока Восточного факультета Бурятского госуниверситета, владеет тремя языками.
  - Старшая дочь в совершенстве владеет английским и китайским языками.
  - Вторая дочь владеет английским и корейским языками.
  - Сын изучает китайский, монгольский, корейский и английский языки.
  - Младшая дочь училась на юрфаке (2005 год)[4].